# Prêmio Bruno Snell
O Prêmio Bruno Snell (em alemão:  Bruno-Snell-Preis) é um prêmio em ciências da Mommsen-Gesellschaft. Foi estabelecido em 1989 em memória do fundador e membro de honra da sociedade, Bruno Snell. Desde então o prêmio, dotado com 3.000 euros, foi concedido  bianualmente por sugestão de seus membros para excelente trabalho de jovens pesquisadores na área da antiguidade greco-romana.

## Recipientes
- 1991: Lutz Käppel: Das Theater von Epidauros. Die mathematische Grundidee des Gesamtentwurfs und ihr möglicher Sinn, 1989
- 1993: Ingeborg Kader: Archäologische Beobachtungen zur römischen Expansion im Gebiet des Nahen Ostens während der frühen Kaiserzeit
- 1995: Jens Holzhausen: Der Mythos vom Menschen im hellenistischen Ägypten. Eine Studie zum „Poimandres“ (= CH I), zu Valentin und dem gnostischen Mythos, Bodenheim 1993.
- 1997: Farouk Grewing: Martial, Buch VI. Ein Kommentar, Göttingen 1997.
- 1999: Susanne Muth: Erleben von Raum – Leben im Raum. Zur Funktion mythologischer Mosaikbilder in der römisch-kaiserzeitlichen Wohnarchitektur, 1997
- 2001: Anne Friedrich: Das Symposium der XII Sapientes: Kommentar und Verfassungsfrage, Berlin/New York 2002.
- 2003: Gunnar Seelentag: Taten und Tugenden Traians. Herrschaftsdarstellung im Principat, Stuttgart 2004.
- 2005: Johanna Fabricius: Soma/corpus. Körperbild und Körperkonzepte in der griechischen und römischen Kultur, Göttingen 2003.
- 2007: Christian Tornau: Zwischen Rhetorik und Philosophie. Augustins Argumentationstechnik in De civitate Dei und ihr bildungsgeschichtlicher Hintergrund, Berlin/New York 2006 (UaLG 82)
- 2009: Andreas Hartmann: Zwischen Reliquie und Relikt. Objektbezogene Erinnerungspraktiken in antiken Gesellschaften
- 2011: Dennis Pausch: Livius und der Leser. Narrative Strukturen und literarische Techniken im livianischen Geschichtswerk
- 2013: Johannes Wienand: Der Kaiser als Sieger. Metamorphosen triumphaler Herrschaft unter Constantin I.
- 2015: Raphael Schwitter: Umbrosa lux. Obscuritas in der lateinischen Epistolographie der Spätantike
- 2017: Hans Kopp: Thukydides und die Beherrschung des Meeres. Ein historiographisches Motiv und seine Bedeutung im 5. Jh. v. Chr.[1]